# SNCF X 4900
Die Baureihe X 4900 der französischen Staatsbahn SNCF ist ein dreiteiliger Dieseltriebwagen der Caravelle-Familie. Er ist vom zweiteiligen X 4630 abgeleitet, mit dem er den Dieselmotor vom Typ Saurer SDHR mit 330 kW Leistung und das hydraulische Getriebe teilt. Die Triebwagen sind stärker als alle anderen der Caravelle-Familie, da sie aus zwei Motorwagen und einem Mittelwagen bestehen. Dies ermöglicht ihnen, auf eine Höchstgeschwindigkeit von 140 km/h zu beschleunigen. Die äußere Erscheinungsform unterscheidet sich von den anderen Triebwagen der Familie in der Hinsicht, dass als Farbschema blau, weiß und grau gewählt wurde. Das Innendesign wurde mit Sorgfalt gestaltet und Bänke wurden zugunsten von Einzelsitzen weggelassen. 10 der 13 Fahrzeuge erhielten durch einen Umbau nach 2000 neue Führerhäuser.
Die Nummerierung der Triebwagen ist so gewählt, dass jeweils zwei aufeinanderfolgende Nummern einen unmotorisierten Mittelwagen der Baureihe XR 8900 einschlossen. So trug der am 22. Mai 1975 als Erster in Betrieb genommene Zug die Nummern X 4901+XR 8901+X 4902, der am 18. Januar 1977 zuletzt in Betrieb genommene die Nummern X 4925+XR 8913+X 4926.

## Einsatz

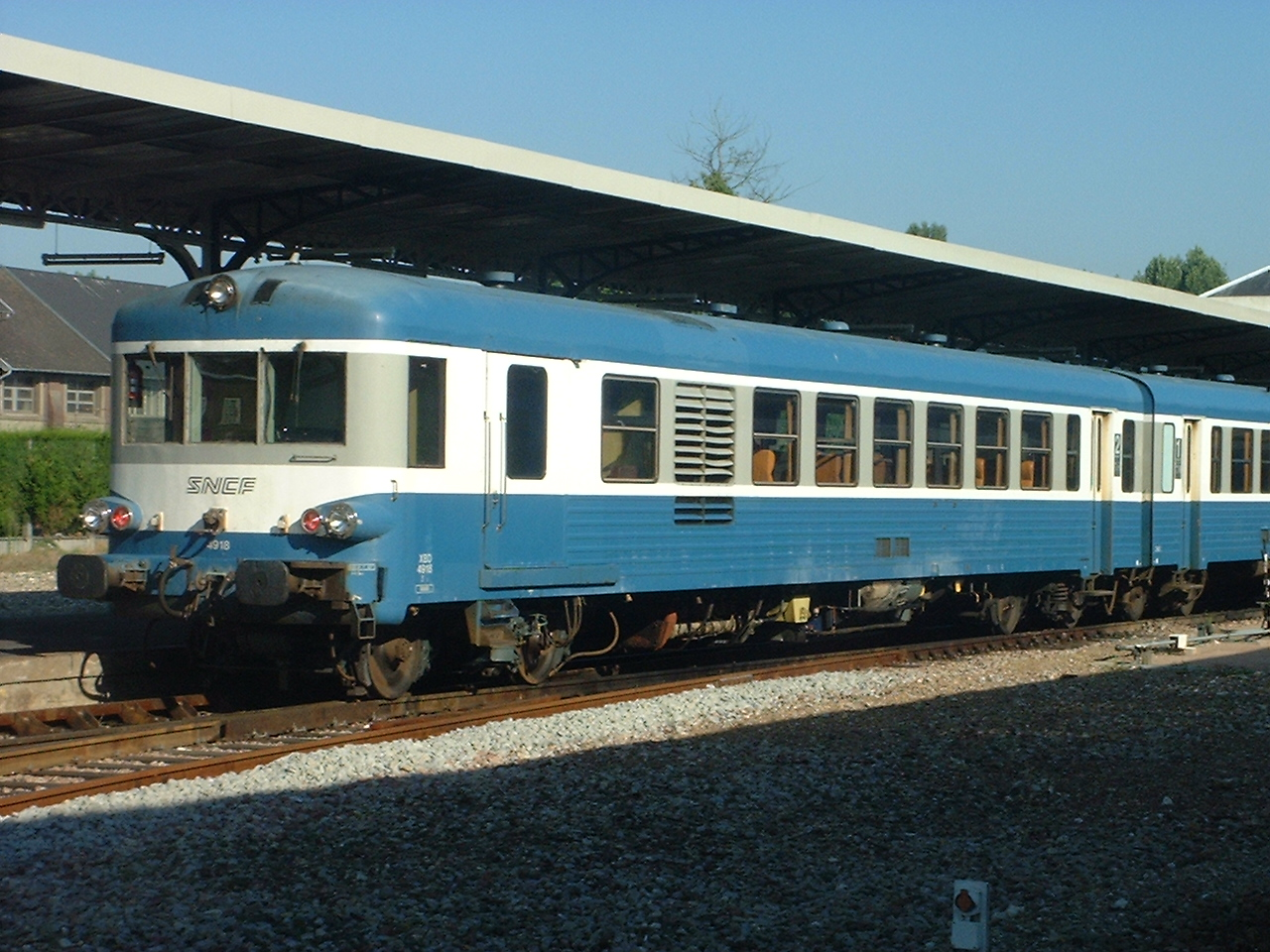
X4900, ursprüngliche Version

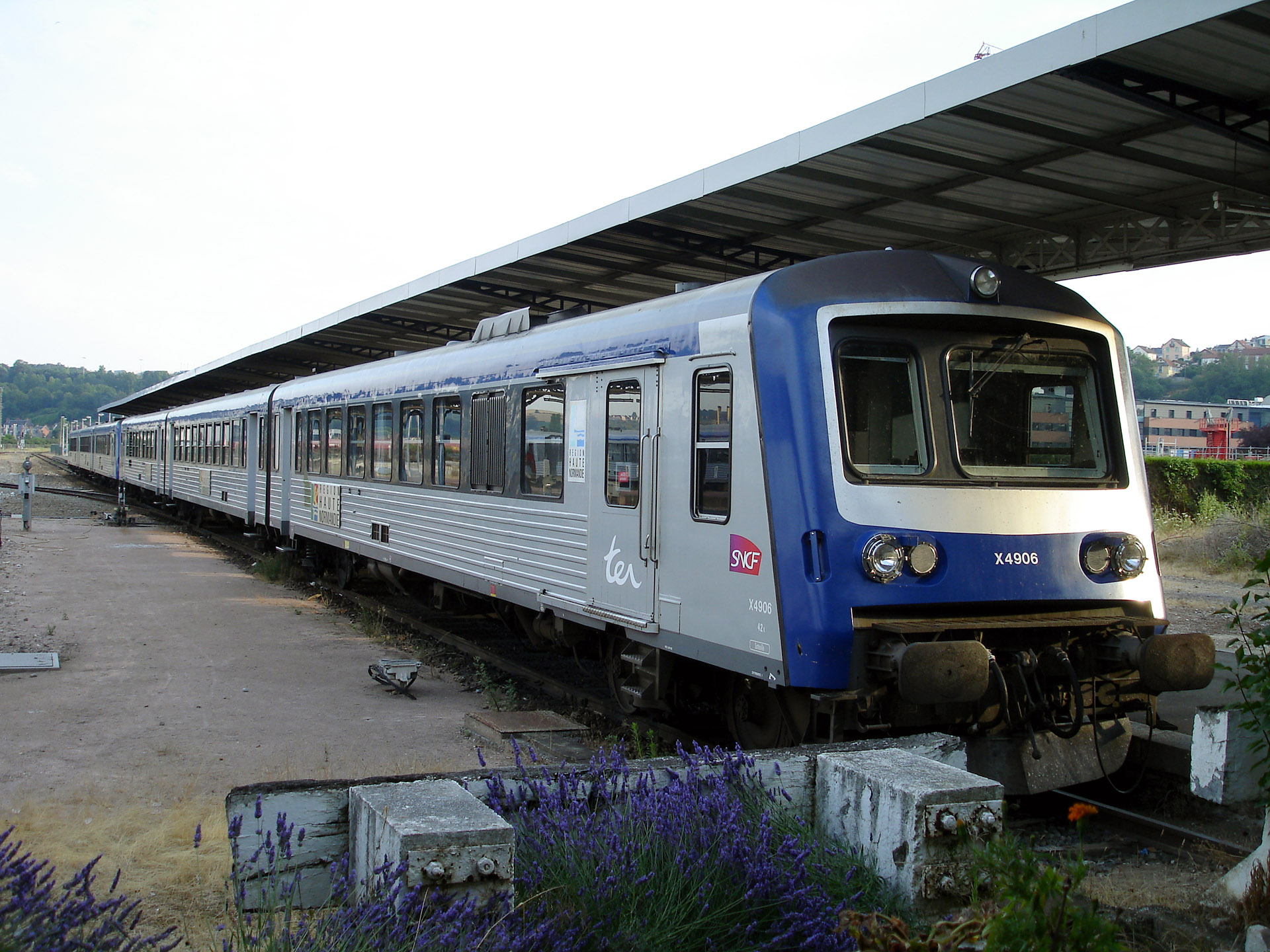
X4900, runderneuerte Version

Die ersten sechs Fahrzeuge waren zuerst im Bahnbetriebswerk Marseille-Blancarde beheimatet, was zur Ablösung der Baureihen X 2400 und X 2800 in der Region führte. Aufgrund ihres höheren Leistungsvermögens wurden die Fahrzeuge auf den steilen Strecken der Südalpen eingesetzt. Die anderen sieben Einheiten wurden dem Bahnbetriebswerk Sotteville-lès-Rouen zugeteilt.
Die 4900er-Einheiten in der Normandie fuhren gekuppelt mit den Fahrzeugen der Reihen X 4500 und X 4750 im Bereich der Städte Caen, Rouen und Le Mans, aber auch nach Rennes und Tours. Im Süden verblieben sie bis zur Ankunft der Reihe BB 67400 in Marseille und wurden dann ebenfalls zu ihren Geschwisterfahrzeugen in die Normandie verlegt. Trotz des Einsatzes der neueren Fahrzeuge der Reihe X 72500 und teilweise der Reihe X 73500 in der Normandie haben die X 4900er ihre bisherigen Umlaufpläne dort behalten.
Die drei Fahrzeuge in der Basse-Normandie wurden zu Beginn des 21. Jahrhunderts umfangreich erneuert, behielten aber ihre ursprüngliche Lackierung. Die zehn Züge in der Haute-Normandie erhielten den neuen TER-Anstrich und ein völlig neues Führerhaus, das identisch mit denen der ebenfalls umgebauten Fahrzeuge der Reihe X 4630 ist. Im Gegensatz zu den Reihen X 4300 und X 4500 ist der Einsatz der Reihe X 4900 mit dem Umbau für weitere 15 Jahre gesichert.
Zwischen Dezember 2015 und Dezember 2016 wurden die Züge ausgemustert. Die Einheiten X 4903/04 und X 4911/12 blieben beim Train touristique du centre-Var in Besse-sur-Issole erhalten.

## Bestand
Liste der Fahrzeuge mit Stand 2006.
| Zugnummer          | Bahnbetriebswerk                          | Umbeheimatungen      | Name                           |
| ------------------ | ----------------------------------------- | -------------------- | ------------------------------ |
| X4901+XR8901+X4902 | 22. Mai 1975 in Marseille Blancarde       | Sotteville-lès-Rouen | Veynes, 13. Juli 1975          |
| X4903+XR8902+X4904 | 11. Juni 1975 in Marseille Blancarde      | Sotteville-lès-Rouen | Manosque, 21. Oktober 1978     |
| X4905+XR8903+X4906 | 1. Juli 1975 in Marseille Blancarde       | Sotteville-lès-Rouen |                                |
| X4907+XR8904+X4908 | 9. Juli 1975 in Marseille Blancarde       | Sotteville-lès-Rouen |                                |
| X4909+XR8905+X4910 | 25. Juli 1975 in Marseille Blancarde      | Sotteville-lès-Rouen |                                |
| X4911+XR8906+X4912 | 12. August 1975 in Marseille Blancarde    | Sotteville-lès-Rouen |                                |
| X4913+XR8907+X4914 | 8. Dezember 1976 in Sotteville-lès-Rouen  |                      |                                |
| X4915+XR8908+X4916 | 13. Dezember 1976 in Sotteville-lès-Rouen |                      |                                |
| X4917+XR8909+X4918 | 9. Dezember 1976 in Sotteville-lès-Rouen  |                      |                                |
| X4919+XR8910+X4920 | 17. Dezember 1975 in Sotteville-lès-Rouen |                      | Sotteville, 23. September 1982 |
| X4921+XR8911+X4922 | 12. Januar 1975 in Sotteville-lès-Rouen   |                      |                                |
| X4923+XR8912+X4924 | 10. Januar 1977 in Sotteville-lès-Rouen   |                      |                                |
| X4925+XR8913+X4926 | 18. Januar 1977 in Sotteville-lès-Rouen   |                      |                                |